# Орден Британской Индии
Орден Британской Индии (англ. Order of British India) — почётная награда Британской империи, существовавшая с 1837 по 1947 год. Орденом награждались индийские колониальные офицеры за долгую, верную и беспорочную службу. После обретения Индией и Пакистаном независимости награждения орденом Британской Индии не производились.

## Описание
Орден Британской Индии по форме представлял собой восьмиконечную звезду с изображением шествующего леопарда (в британской геральдике называемого «шествующим львом настороже»). В описании ордена I класса образца 1939 года он описан как звезда с золотыми лучами диаметром 111⁄16 дюйма (ок. 43 мм) в диаметре, увенчанная короной. В центре звезды на круге из голубой эмали лев, окружённый надписью «Order of British India», в свою очередь заключённой в золотой венок из лавровых листьев. Орден II класса образца 1939 года описывается как звезда с золотыми лучами диаметром 1½ дюйма (ок. 38 мм) с таким же центром, как у ордена I класса, но на тёмно-синей эмали
Для ордена образца 1837 года была первоначально утверждена лента небесно-голубого цвета шириной 1½ дюйма (ок. 38 мм). Однако назначенный правительством комитет по разработке дизайна ордена выдвинул возражение, связанное с тем, что орден предписывалось носить на шее. Поскольку у индийцев было принято смазывать волосы маслом, голубая нашейная лента слишком быстро приобретала бы неопрятный вид. В связи с этим было рекомендовано заменить голубой на более неброский цвет — тёмно-синий или тёмно-красный. Последний и был утверждён для орденской ленты уже в 1838 году. Лента ордена I класса была сделана более широкой (2 дюйма, ок. 51 мм). Орден образца 1939 также предписывалось носить на шее на тёмно-красной ленте. При ношении орденской планки в центре ленты орденского цвета добавлялись две тонких голубых полосы для кавалеров I класса и одна для кавалеров II класса. 
Помимо основного ордена, которым награждались индийские офицеры, существовала медальная модификация для унтер-офицеров и рядовых за выдающуюся службу в военное время. Медали, выполнявшиеся из золота или серебра, также представляли собой восьмилучевые звёзды с эмалевым центром. В центре скрещённые сабли обрамляла круговая полоса со словами «Reward of Valour», в свою очередь окружённая золотым лавровым венком.

## История
Орден учреждён 17 апреля 1837 года Ост-Индской компанией. Его назначением было служить наградой туземным офицерам за «долгую, верную и беспорочную службу». Первоначально предполагалось ограничить число награждённых ста кавалерами ордена I степени (исключительно в звании субедара или в аналогичном звании для кавалерийских частей) и таким же количеством кавалеров ордена II степени. Кавалеры должны были получать ежедневную прибавку к жалованию в размере соответственно двух и одной рупии. Половина от общего числа орденов предназначалась для Бенгалии, треть для Мадраса и 1⁄6 для Бомбея.
После восстания сипаев полномочия Ост-Индской компании в колониях были аннулированы, но орден сохранён и в 1859 году получил государственный статус. Орденом продолжали награждать индийских офицеров, длительное время несших службу в британской армии. Обычным сроком службы, после которого производилось награждение, были 20-30 лет, однако бывали случаи, когда офицер награждался за героическое участие в какой-либо отдельной кампании.
В 1939 году королевским указом в статуте ордена были произведены изменения. Были введены два класса ордена. Орденом II класса могли награждаться офицеры индийской армии и вооружённых сил индийских княжеств, пограничных войск и военной полиции. Кавалером ордена I класса мог стать только военнослужащий, ранее награждённый орденом II класса. Кавалер ордена мог добавлять к своему имени аббревиатуру OBI, а в устной речи — титул «бахадур» («герой») для II класса и «сардар бахадур» (героический лидер) для I класса.
После разделения Британской Индии в 1947 году на Индийский Союз и Доминион Пакистан орден Британской Индии больше не вручался.